# مرحله مقدماتی جام جهانی فوتبال ۱۹۹۸ (آسیا)
مرحله مقدماتی جام جهانی فوتبال ۱۹۹۸ (آسیا) با شرکت تیم‌های ملی عضو کنفدراسیون فوتبال آسیا برگزار شد. این مسابقات برای شناخت تیم‌های منتخب و برتر این قاره برای حضور در جام جهانی فوتبال ۱۹۹۸ برگزار گردید. برای کسب سهمیه جام جهانی ۱۹۹۸ فرانسه در قاره آسیا ۳۶ کشور با هم رقابت کردند. فیفا برای این دوره ۳٫۵ سهمیه به قاره آسیا داده بود.
بازی‌ها در ۳ دور انجام می‌شد:
دور اول:۳۶ تیم در ۱۰ گروه ۳ یا ۴ تیمی دسته‌بندی شدند. تیم‌ها در مقابل همدیگر ۲ بازی انجام می‌دادند و تیم‌های قهرمان گروه به دور نهایی راه پیدا می‌کردند.
دور نهایی:۱۰ تیمی که در گروه‌های خود قهرمان شده بودند به دو گروه ۵ تیمی تقسیم می‌شدند و به صورت رفت و برگشت با هم بازی می‌کردند. قهرمان هر گروه ۵ تیمی به طور مستقیم به جام جهانی راه پیدا می‌کرد.
پلی‌آف آسیا:تیم‌هایی که در گروه‌های ۵ تیمی نایب قهرمان می‌شدند در یک بازی پلی آف در مالزی به مصاف هم می‌رفتند و پیروز آن بازی به عنوان نماینده سوم آسیا به جام جهانی راه پیدا می‌کرد.
پلی‌آف آسیا-اقیانوسیه:تیم بازنده در بازی پلی‌آف آسیا این شانس را داشت تا با قهرمان اقیانوسیه در دیداری رفت و برگشت بازی کند و در صورت پیروز به جام جهانی راه پیدا کند.

## دور اول

### گروه یک
|  | تایوان | ۰ – ۲    | عربستان سعودی                     |                                                  |
|  |        | (report) | O.Al-Dosari ۳۴' · Al-Shahrani ۳۷' | تماشاگران: ۱۵٬۰۰۰ داور: Hiroyuki Umemoto (Japan) |

|  | مالزی                 | ۲ – ۰    | بنگلادش |                                            |
|  | Azman ۴۳' · Abdul ۸۷' | (report) |         | تماشاگران: ۲۵٬۰۰۰ داور: Wei Jihong (China) |

|  | بنگلادش  | ۱ – ۳    | تایوان                                                   |                   |
|  | Rana ۵۶' | (report) | Lin Wen Han ۵۹' · Huang Che-ming ۶۲' · Chen Kuei-jen ۷۸' | تماشاگران: ۱۰٬۰۰۰ |

|  | مالزی | ۰ – ۰    | عربستان سعودی |                                                  |
|  |       | (report) |               | تماشاگران: ۲۰٬۰۰۰ داور: Hiroyuki Umemoto (Japan) |

|  | بنگلادش  | ۱ – ۴    | عربستان سعودی                                                       |                                                 |
|  | Rana ۴۴' | (report) | Al-Muwallid ۲۰' · Al-Temawi ۲۷' · Al-Shahrani ۶۵' · Al-Mehallel ۷۳' | تماشاگران: ۵٬۰۰۰ داور: Fong Fat Wah (Hong Kong) |

|  | مالزی                      | ۲ – ۰    | تایوان |                                                                     |
|  | Che Zambil ۲' · Sulong ۱۶' | (report) |        | تماشاگران: ۱۰٬۲۹۳ داور: Ahmed Ibrahim Hakeem (United Arab Emirates) |

|  | تایوان | ۰ – ۰    | مالزی |                                                           |
|  |        | (report) |       | تماشاگران: ۲۰٬۰۰۰ داور: Mohamed Bin Khamis Al Kabi (Oman) |

|  | عربستان سعودی                                | ۳ – ۰    | بنگلادش |                                                    |
|  | Al-Shahrani · O.Al-Dosari · عبدالله الدوساری | (report) |         | تماشاگران: ۲۰٬۰۰۰ داور: Ahmad Nabil Ayad (Libanon) |

|  | عربستان سعودی                         | ۳ – ۰    | مالزی |                                                     |
|  | Al-Muwallid ۵۹' ۸۵' · O.Al-Dosari ۸۷' | (report) |       | تماشاگران: ۱۵٬۰۰۰ داور: Pirom Un-Prasert (Thailand) |

|  | تایوان      | ۱ – ۲    | بنگلادش              |                                               |
|  | Hsu Te Ming | (report) | Alfaz Ahmed · Imtiaz | تماشاگران: ۲٬۰۰۰ داور: Omar Abu Loom (Jordan) |

|  | بنگلادش | ۰ – ۱    | مالزی  |                                                    |
|  |         | (report) | Zainal | تماشاگران: ۶٬۰۰۰ داور: Pirom Un-Prasert (Thailand) |

|  | عربستان سعودی                                                                   | ۶ – ۰    | تایوان |                                                    |
|  | Al-Jaber ۳' ۱۶' ۶۳' · Al-Muwallid ۵' · Abdulaziz Al-Dosari ۳۰' · Al-Zahrani ۴۶' | (report) |        | تماشاگران: ۹٬۰۰۰ داور: Kim Young-Joo (South Korea) |

| رتبه | تیم           | بازی | برد | تساوی | باخت | گل‌زده | گل‌خورده | تفاضل‌گل | امتیاز |
| ---- | ------------- | ---- | --- | ----- | ---- | ----- | ------- | ------- | ------ |
| ۱    | عربستان سعودی | ۶    | ۵   | ۱     | ۰    | ۱۸    | ۱       | ۱۷      | ۱۶     |
| ۲    | مالزی         | ۶    | ۳   | ۲     | ۱    | ۵     | ۳       | ۲       | ۱۱     |
| ۳    | تایوان        | ۶    | ۱   | ۱     | ۴    | ۴     | ۱۳      | -۹      | ۴      |
| ۴    | بنگلادش       | ۶    | ۱   | ۰     | ۵    | ۴     | ۱۴      | -۱۰     | ۳      |

عربستان به عنوان قهرمان گروه به دور نهایی راه پیدا کرد.

### گروه دو
|       | مالدیو | ۰ – ۱۷   | ایران |                                               |
| ۱۶:۳۰ |        | (report) | باقری ۹' ۱۳' ۱۶' ۶۰' ۶۶' ۶۷' ۸۶' · استیلی ۲۹' ۴۷' ۵۵' · عزیزی ۳۵' ۳۶' · شاهرودی ۵۶' · مهدوی‌کیا ۶۳' · دایی ۷۵' ۷۷' · میناوند ۸۷' | تماشاگران: ۷٬۰۰۰ داور: An Bong-Ki (کره جنوبی) |

|  | سوریه | ۱۲ – ۰   | مالدیو |                                                               |
|  | Al-Said ۷' ۱۳' · Jokhadar ۹' ۳۷' ۸۹' · Rifai ۱۰' · Jabban ۱۲' ۷۸' · Srour ۲۱' · Zaher ۴۹' · Boshi ۷۰' ۷۹' | (report) |        | تماشاگران: ۱۵٬۰۰۰ داور: Esa Mohamed Saleh (امارات متحده عربی) |

|       | قرقیزستان | ۰ – ۷    | ایران                                                              |                                              |
| ۱۵:۳۰ |           | (report) | باقری ۳۵' ۵۱' · دایی ۵۷' · مجیدی ۶۸' ۸۸' · میناوند ۷۶' · موسوی ۸۲' | تماشاگران: ۸٬۰۰۰ داور: شمس‌المائدین (سنگاپور) |

|       | سوریه | ۰ – ۱    | ایران    |                                                |
| ۱۷:۳۰ |       | (report) | دایی ۶۵' | تماشاگران: ۳۳٬۰۰۰ داور: Masayoshi Okada (ژاپن) |

|  | قرقیزستان                                 | ۳ – ۰    | مالدیو |                                          |
|  | Korzanov ۴' · Merzlikin ۲۴' · Yusupov ۲۸' | (report) |        | تماشاگران: ۷٬۰۰۰ داور: Wang Xuezhi (چین) |

|       | ایران                    | ۳ – ۱    | قرقیزستان  |                                                   |
| ۱۹:۰۰ | عزیزی ۳' ۷۷' · باقری ۵۲' | (report) | Kutsov ۱۶' | تماشاگران: ۵۰٬۰۰۰ داور: Pirom Un-Prasert (تایلند) |

|  | مالدیو | ۰ – ۱۲   | سوریه                                                                                                  |                                                        |
|  |        | (report) | Agha ۲۴' ۵۰' · Dib ۵۵' · Taleb ۶۰' · Al-Said ۶۲' ۶۳' ۸۷' · Rihawi ۶۶' · Abrash ۸۰' ۹۰' · Zaher ۸۵' ۸۹' | تماشاگران: ۲۵٬۰۰۰ داور: Mohamed Nazri Abdullah (مالزی) |

|       | ایران                                                                                    | ۹ – ۰    | مالدیو |                                               |
| ۱۹:۰۰ | منصوریان ۱۵' ۴۴' · باقری ۲۲' ۳۹' · دایی ۳۳' ۴۳' · مهدوی‌کیا ۳۸' · شاهرودی ۶۸' · عزیزی ۸۷' | (report) |        | تماشاگران: ۳۰٬۰۰۰ داور: Mohamed Sanhoub (یمن) |

|  | قرقیزستان                 | ۲ – ۱    | سوریه     |                                          |
|  | Sardarov ۷۶' · Kutsov ۸۹' | (report) | Boshi ۸۴' | تماشاگران: ۱۵٬۰۰۰ داور: Yu Jingyin (چین) |

|  | ایران                      | ۲ – ۲    | سوریه                   |                                                         |
|  | شاهرودی ۱۰' · منصوریان ۳۰' | (report) | Boshi ۱۱' · Al-Said ۳۹' | تماشاگران: ۱۰۰٬۰۰۰ داور: Mohamed Nazri Abdullah (مالزی) |

|  | مالدیو | ۰ – ۶    | قرقیزستان                                                                 |                                                |
|  |        | (report) | Merzlikin ۱۴' · Chertkov ۲۲' · Kutsov ۲۶' · Haitbaev ۴۷' ۸۹' · Ivanov ۴۷' | تماشاگران: ۷۰٬۰۰۰ داور: Fahed Al-Damisi (اردن) |

سوریه و قرقیزستان در دور رفت با هم بازی نکردند و بازی ۳ بر صفر به نفع سوریه شد.
| رتبه | تیم       | بازی | برد | تساوی | باخت | گل‌زده | گل‌خورده | تفاضل‌گل | امتیاز |
| ---- | --------- | ---- | --- | ----- | ---- | ----- | ------- | ------- | ------ |
| ۱    | ایران     | ۶    | ۵   | ۱     | ۰    | ۳۹    | ۳       | ۳۶      | ۱۶     |
| ۲    | قرقیزستان | ۵    | ۳   | ۰     | ۲    | ۱۲    | ۱۱      | ۱       | ۹      |
| ۳    | سوریه     | ۵    | ۲   | ۱     | ۲    | ۲۷    | ۵       | ۲۲      | ۷      |
| ۴    | مالدیو    | ۶    | ۰   | ۰     | ۶    | ۰     | ۵۹      | -۵۹     | ۰      |

ایران به عنوان قهرمان گروه به دور نهایی راه پیدا کرد.

### گروه ۳
|  | اردن | ۰ – ۰    | امارات متحدهٔ عربی |                                                              |
|  |      | (report) |                   | تماشاگران: ۳٬۰۰۰ داور: Omer Saleh Al Mehannah (Saudi Arabia) |

|  | بحرین       | ۱ – ۲    | امارات متحدهٔ عربی |                                        |
|  | Darwish ۸۴' | (report) | Abdulla ۱۸' ۵۷'   | تماشاگران: ۱۸٬۰۰۰ داور: Lu Jun (China) |

|  | بحرین         | ۱ – ۰    | اردن |                                                |
|  | Al-Doseri ۲۷' | (report) |      | تماشاگران: ۴٬۰۰۰ داور: Eskandar Hammal (Syria) |

|  | اردن                                                  | ۴ – ۱    | بحرین      |                                                 |
|  | Tadrus ۱۴' ۸۹' · Qasem Al-Sheikh ۳۳' · Al-Khateeb ۸۸' | (report) | Rashed ۴۳' | تماشاگران: ۴٬۰۰۰ داور: Menfi Redha Falah (Iraq) |

|  | امارات متحدهٔ عربی           | ۳ – ۰    | بحرین |                                             |
|  | Saeed ۱۴' · Mubarak ۵۰' ۶۰' | (report) |       | تماشاگران: ۱۲٬۰۰۰ داور: Kiyoshi Ota (Japan) |

|  | امارات متحدهٔ عربی            | ۲ – ۰    | اردن |                                               |
|  | Al Talyani ۲۷' · Mubarak ۸۸' | (report) |      | تماشاگران: ۱۲٬۰۰۰ داور: Hossein Asgari (Iran) |

| رتبه | تیم               | بازی | برد | تساوی | باخت | گل‌زده | گل‌خورده | تفاضل‌گل | امتیاز |
| ---- | ----------------- | ---- | --- | ----- | ---- | ----- | ------- | ------- | ------ |
| ۱    | امارات متحدهٔ عربی | ۴    | ۳   | ۱     | ۰    | ۷     | ۱       | ۶       | ۱۰     |
| ۲    | اردن              | ۴    | ۱   | ۱     | ۲    | ۴     | ۴       | ۰       | ۴      |
| ۳    | بحرین             | ۴    | ۱   | ۰     | ۳    | ۳     | ۹       | -۶      | ۳      |

امارات متحده عربی به عنوان قهرمان گروه به دور نهایی راه پیدا کرد.

### گروه ۴
|  | نپال       | ۱ – ۱    | ماکائو    |                                               |
|  | Khadka ۲۳' | (report) | Cheng ۱۳' | تماشاگران: ۵۰۰ داور: Mahmoud Nurilddin (Iraq) |

|  | عمان | ۰ – ۱    | ژاپن      |                                                          |
|  |      | (report) | Omura ۱۰' | تماشاگران: ۲٬۰۰۰ داور: Nik Ahmad HajiI Yaakub (Malaysia) |

|  | ماکائو | ۰ – ۱۰   | ژاپن                                                                                          |                                          |
|  |        | (report) | Akita ۱' · Takagi ۱۴'، ۳۳'، ۷۲' · Soma ۴۵' · Miura ۵۴'، ۸۹' · Moroshima ۸۰'، ۸۲' · Nanami ۸۶' | تماشاگران: ۶۰۰ داور: Wang Xuezhi (China) |

|  | عمان           | ۱ – ۰    | نپال |                                               |
|  | Al Busaidy ۷۵' | (report) |      | تماشاگران: ۱٬۰۰۰ داور: Yousef Shaikho (Syria) |

|  | نپال | ۰ – ۶    | ژاپن                                                               |                                                      |
|  |      | (report) | Morishima ۲۴' · Takagi ۴۷'، ۵۵'، ۸۹' · نوریو ومورا ۷۶' · Honda ۹۰' | تماشاگران: ۵۰۰ داور: Sardar Nadjafaliev (Uzbekistan) |

|  | عمان                                            | ۴ – ۰    | ماکائو |                                             |
|  | Samir ۳۲' · Al Siyabi ۴۲'، ۵۶' · Abdul Noor ۸۳' | (report) |        | تماشاگران: ۰ داور: Mahmoud Nurilddin (Iraq) |

|  | ژاپن                                                                              | ۱۰ – ۰   | ماکائو |                                                        |
|  | Nakata ۱۷'، ۶۱' · Nishizawa ۲۱' · Miura ۲۳'، ۲۹'، ۴۴'، ۵۷'، ۶۲'، ۷۹' · Nanami ۴۲' | (report) |        | تماشاگران: ۲۷٬۳۴۲ داور: Ali Naghi Mostafanezhad (Iran) |

|  | نپال | ۰ – ۶    | عمان                                                                                          |                                            |
|  |      | (report) | Shakya ۱' (گل‌به‌خودی) · Al Busaidy ۱۳' · Ahmed Hassan ۱۷'، ۵۰' · Al Araimi ۷۳' · Al Masori ۷۸' | تماشاگران: ۱۵٬۸۷۵ داور: Sun Baojie (China) |

|  | ژاپن                           | ۳ – ۰    | نپال |                                                              |
|  | Nishizawa ۴۴' · Miura ۷۲'، ۸۷' | (report) |      | تماشاگران: ۲۸٬۳۶۰ داور: Abayawansa Mahasena Yapa (Sri Lanka) |

|  | ماکائو | ۰ – ۲    | عمان                             |                                                  |
|  |        | (report) | Al Araimi ۴۴' · Ahmed Hassan ۸۹' | تماشاگران: ۸٬۷۳۷ داور: Mahmoud Al Rifaee (Syria) |

|  | ژاپن      | ۱ – ۱    | عمان      |                                                           |
|  | Nakata ۴' | (report) | Samir ۶۳' | تماشاگران: ۴۸٬۸۳۹ داور: Selearajen Subramaniam (Malaysia) |

|  | ماکائو                        | ۲ – ۱    | نپال              |                   |
|  | Man ۷۸' · da Cruz Martins ۸۹' | (report) | Deepak Amatya ۱۹' | تماشاگران: ۲۲٬۹۷۲ |

| رتبه | تیم    | بازی | برد | تساوی | باخت | گل‌زده | گل‌خورده | تفاضل‌گل | امتیاز |
| ---- | ------ | ---- | --- | ----- | ---- | ----- | ------- | ------- | ------ |
| ۱    | ژاپن   | ۶    | ۵   | ۱     | ۰    | ۳۱    | ۱       | ۳۰      | ۱۶     |
| ۲    | عمان   | ۶    | ۴   | ۱     | ۱    | ۱۴    | ۲       | ۱۲      | ۱۳     |
| ۳    | ماکائو | ۶    | ۱   | ۱     | ۴    | ۳     | ۲۸      | -۲۵     | ۴      |
| ۴    | نپال   | ۶    | ۰   | ۱     | ۵    | ۲     | ۱۹      | -۱۷     | ۱      |

ژاپن به عنوان قهرمان گروه به دور نهایی راه پیدا کرد.

### گروه ۵
|  | اندونزی | ۸ – ۰ | کامبوج |  |

|  | اندونزی | ۰ – ۰ | یمن |  |

|  | کامبوج | ۰ – ۱ | یمن |  |

|  | کامبوج | ۱ – ۱ | اندونزی |  |

|  | یمن | ۰ – ۱ | ازبکستان |  |

|  | یمن | ۷ – ۰ | کامبوج |  |

|  | ازبکستان | ۶ – ۰ | کامبوج |  |

|  | اندونزی | ۱ – ۱ | ازبکستان |  |

|  | یمن | ۱ – ۱ | اندونزی |  |

|  | ازبکستان | ۳ – ۰ | اندونزی |  |

|  | کامبوج | ۱ – ۴ | ازبکستان |  |

|  | ازبکستان | ۵ – ۱ | یمن |  |

| رتبه | تیم      | بازی | برد | تساوی | باخت | گل‌زده | گل‌خورده | تفاضل‌گل | امتیاز |
| ---- | -------- | ---- | --- | ----- | ---- | ----- | ------- | ------- | ------ |
| ۱    | ازبکستان | ۶    | ۵   | ۱     | ۰    | ۲۰    | ۳       | ۱۷      | ۱۶     |
| ۲    | یمن      | ۶    | ۲   | ۲     | ۲    | ۱۰    | ۷       | ۳       | ۸      |
| ۳    | اندونزی  | ۶    | ۱   | ۴     | ۱    | ۱۱    | ۶       | ۵       | ۷      |
| ۴    | کامبوج   | ۶    | ۰   | ۱     | ۵    | ۲     | ۲۷      | -۲۵     | ۱      |

ازبکستان به عنوان قهرمان گروه به دور نهایی راه پیدا کرد.

### گروه ۶
|  | هنگ کنگ | ۰ – ۲ | کرهٔ جنوبی |  |

|  | تایلند | ۱ – ۳ | کرهٔ جنوبی |  |

|  | تایلند | ۲ – ۰ | هنگ کنگ |  |

|  | هنگ کنگ | ۳ – ۲ | تایلند |  |

|  | کرهٔ جنوبی | ۴ – ۰ | هنگ کنگ |  |

|  | کرهٔ جنوبی | ۰ – ۰ | تایلند |  |

| رتبه | تیم       | بازی | برد | تساوی | باخت | گل‌زده | گل‌خورده | تفاضل‌گل | امتیاز |
| ---- | --------- | ---- | --- | ----- | ---- | ----- | ------- | ------- | ------ |
| ۱    | کرهٔ جنوبی | ۴    | ۳   | ۱     | ۰    | ۹     | ۱       | ۸       | ۱۰     |
| ۲    | تایلند    | ۴    | ۱   | ۱     | ۲    | ۵     | ۶       | -۱      | ۴      |
| ۳    | هنگ کنگ   | ۴    | ۱   | ۰     | ۳    | ۳     | ۱۰      | -۷      | ۳      |

کره جنوبی به عنوان قهرمان گروه به دور نهایی راه پیدا کرد.

### گروه ۷
|  | لبنان | ۱ – ۱ | سنگاپور |  |

|  | سنگاپور | ۰ – ۱ | کویت |  |

|  | کویت | ۲ – ۰ | لبنان |  |

|  | سنگاپور | ۱ – ۲ | لبنان |  |

|  | کویت | ۴ – ۰ | سنگاپور |  |

|  | لبنان | ۱ – ۳ | کویت |  |

| رتبه | تیم     | بازی | برد | تساوی | باخت | گل‌زده | گل‌خورده | تفاضل‌گل | امتیاز |
| ---- | ------- | ---- | --- | ----- | ---- | ----- | ------- | ------- | ------ |
| ۱    | کویت    | ۴    | ۴   | ۰     | ۰    | ۱۰    | ۱       | ۹       | ۱۲     |
| ۲    | لبنان   | ۴    | ۱   | ۱     | ۲    | ۴     | ۷       | -۳      | ۴      |
| ۳    | سنگاپور | ۴    | ۰   | ۱     | ۳    | ۲     | ۸       | -۶      | ۱      |

کویت به عنوان قهرمان گروه به دور نهایی راه پیدا کرد.

### گروه ۸
|  | ترکمنستان              | ۱ – ۴    | چین                                              |                                              |
|  | Djumadurdy Meredov ۹۰' | (report) | Peng Weiguo ۲۶' ۳۹' · Gao Feng ۷۸' · Li Bing ۸۰' | تماشاگران: ۳٬۰۰۰ داور: Saeed Abdulla Ibrahim |

|  | تاجیکستان | ۴ – ۰ | ویتنام |  |

|  | ترکمنستان | ۲ – ۱ | ویتنام |  |

|  | تاجیکستان | ۰ – ۱    | چین              |                                      |
|  |           | (report) | هائو هایدونگ ۶۵' | تماشاگران: ۱۹٬۰۰۰ داور: Masoud Kaabi |

|  | ویتنام           | ۱ – ۳    | چین                                           |                                           |
|  | Le Huynh Duc ۳۸' | (report) | Li Bing ۲۳' · فن زی یی ۳۲' · هائو هایدونگ ۴۴' | تماشاگران: ۲۳٬۰۰۰ داور: Russamee Jindamai |

|  | ترکمنستان | ۱ – ۲ | تاجیکستان |  |

|  | چین          | ۱ – ۰    | ترکمنستان |                                       |
|  | Li Jinyu ۸۱' | (report) |           | تماشاگران: ۲۰٬۰۰۰ داور: Yoshimi Ogawa |

|  | ویتنام | ۰ – ۴ | تاجیکستان |  |

|  | چین | ۰ – ۰    | تاجیکستان |                                                      |
|  |     | (report) |           | تماشاگران: ۲۱٬۰۰۰ داور: Abdul Khudheir Abdul Hussein |

|  | ویتنام | ۰ – ۴ | ترکمنستان |  |

|  | چین | ۴ – ۰    | ویتنام                                                       |                                      |
|  |     | (report) | فن زی یی ۷' · هائو هایدونگ ۴۵' · ما مینگیو ۶۵' · سو موژن ۷۰' | تماشاگران: ۱۵٬۰۰۰ داور: Jang Sok Jin |

|  | تاجیکستان | ۵ – ۰ | ترکمنستان |  |

| رتبه | تیم       | بازی | برد | تساوی | باخت | گل‌زده | گل‌خورده | تفاضل‌گل | امتیاز |
| ---- | --------- | ---- | --- | ----- | ---- | ----- | ------- | ------- | ------ |
| ۱    | چین       | ۶    | ۵   | ۱     | ۰    | ۱۳    | ۲       | ۱۱      | ۱۶     |
| ۲    | تاجیکستان | ۶    | ۴   | ۱     | ۱    | ۱۵    | ۲       | ۱۳      | ۱۳     |
| ۳    | ترکمنستان | ۶    | ۲   | ۰     | ۴    | ۸     | ۱۳      | -۵      | ۶      |
| ۴    | ویتنام    | ۶    | ۰   | ۰     | ۶    | ۲     | ۲۱      | -۱۹     | ۰      |

چین به عنوان قهرمان گروه به دور نهایی راه پیا کرد.

### گروه ۹
|  | قزاقستان | ۳ – ۰ | پاکستان |  |

|  | پاکستان | ۲ – ۶ | عراق |  |

|  | عراق | ۱ – ۲ | قزاقستان |  |

|  | پاکستان | ۰ – ۷ | قزاقستان |  |

|  | عراق | ۶ – ۱ | پاکستان |  |

|  | قزاقستان | ۳ – ۱ | عراق |  |

| رتبه | تیم      | بازی | برد | تساوی | باخت | گل‌زده | گل‌خورده | تفاضل‌گل | امتیاز |
| ---- | -------- | ---- | --- | ----- | ---- | ----- | ------- | ------- | ------ |
| ۱    | قزاقستان | ۴    | ۴   | ۰     | ۰    | ۱۵    | ۲       | ۱۳      | ۱۲     |
| ۲    | عراق     | ۴    | ۲   | ۰     | ۲    | ۱۴    | ۸       | ۶       | ۶      |
| ۳    | پاکستان  | ۴    | ۰   | ۰     | ۴    | ۳     | ۲۲      | -۱۹     | ۰      |

قزاقستان به عنوان قهرمان گروه به دور نهایی راه پیدا کرد.

### گروه ۱۰
|  | قطر | ۳ – ۰ | سری‌لانکا |  |

|  | هند | ۲ – ۰ | فیلیپین |  |

|  | قطر | ۵ – ۰ | فیلیپین |  |

|  | سری‌لانکا | ۱ – ۱ | هند |  |

|  | فیلیپین | ۰ – ۳ | سری‌لانکا |  |

|  | قطر | ۶ – ۰ | هند |  |

| رتبه | تیم      | بازی | برد | تساوی | باخت | گل‌زده | گل‌خورده | تفاضل‌گل | امتیاز |
| ---- | -------- | ---- | --- | ----- | ---- | ----- | ------- | ------- | ------ |
| ۱    | قطر      | ۳    | ۳   | ۰     | ۰    | ۱۴    | ۰       | ۱۴      | ۹      |
| ۲    | سری‌لانکا | ۳    | ۱   | ۱     | ۱    | ۴     | ۴       | ۰       | ۴      |
| ۳    | هند      | ۳    | ۱   | ۱     | ۱    | ۳     | ۷       | -۴      | ۴      |
| ۴    | فیلیپین  | ۳    | ۰   | ۰     | ۳    | ۰     | ۱۰      | -۱۰     | ۰      |

قطر به عنوان قهرمان گروه به دور نهایی راه پیدا کرد.

## مرحله نهایی

### گروه ۱
| رتبه | تیم           | بازی | برد | تساوی‌ | باخت | گل‌زده | گل‌خورده | تفاضل گل | امتیاز |
| ---- | ------------- | ---- | --- | ----- | ---- | ----- | ------- | -------- | ------ |
| ۱    | عربستان سعودی | ۸    | ۴   | ۲     | ۲    | ۸     | ۶       | ۲        | ۱۴     |
| ۲    | ایران         | ۸    | ۳   | ۳     | ۲    | ۱۳    | ۸       | ۵        | ۱۲     |
| ۳    | چین           | ۸    | ۳   | ۲     | ۳    | ۱۱    | ۱۴      | -۳       | ۱۱     |
| ۴    | قطر           | ۸    | ۳   | ۱     | ۴    | ۷     | ۱۰      | -۳       | ۱۰     |
| ۵    | کویت          | ۸    | ۲   | ۲     | ۴    | ۷     | ۸       | -۱       | ۸      |

عربستان به جام جهانی و ایران به مرحله پلی‌آف صعود کرد

### گروه ۲
| رتبه | تیم               | بازی | برد | تساوی | باخت | گل‌زده | گل‌خورده | تفاضل گل | امتیاز |
| ---- | ----------------- | ---- | --- | ----- | ---- | ----- | ------- | -------- | ------ |
| ۱    | کرهٔ جنوبی         | ۸    | ۶   | ۱     | ۱    | ۱۹    | ۷       | ۱۲       | ۱۹     |
| ۲    | ژاپن              | ۸    | ۳   | ۴     | ۱    | ۱۷    | ۹       | ۸        | ۱۳     |
| ۳    | امارات متحدهٔ عربی | ۸    | ۲   | ۳     | ۳    | ۹     | ۱۲      | -۳       | ۹      |
| ۴    | ازبکستان          | ۸    | ۱   | ۳     | ۴    | ۱۳    | ۱۸      | -۵       | ۶      |
| ۵    | قزاقستان          | ۸    | ۱   | ۳     | ۴    | ۷     | ۱۹      | -۱۲      | ۶      |

کره جنوبی به جام جهانی و ژاپن به مرحله پلی‌آف صعود کرد

## پلی‌آف
| ایران                | ۲–۳ (و.ا.)                      | ژاپن                               |
| -------------------- | ------------------------------- | ---------------------------------- |
| عزیزی ۴۶' · دایی ۵۸' | report (FIFA) report (Japanese) | ناکایاما ۳۹' · جو ۷۵' · وکانو '۱۱۸ |

## پلی‌آف بین‌کنفدراسیون‌ها

### بازی اول
| ایران     | ۱–۱    | استرالیا |
| --------- | ------ | -------- |
| عزیزی ۳۹' | Report | کیول ۱۹' |

### بازی دوم
| استرالیا              | ۲–۲    | ایران                 |
| --------------------- | ------ | --------------------- |
| کیول ۳۲' · ویدمار ۴۸' | Report | باقری ۷۵' · عزیزی ۷۹' |

ایران با قانون گل زده در خانه حریف به جام جهانی صعود کرد.

## تیم‌های راه‌یافته به جام‌جهانی ۱۹۹۸
- کرهٔ جنوبی
- عربستان سعودی
- ژاپن
- ایران